# Olympische Sommerspiele 1968/Teilnehmer (Thailand)
| Gelbes Symbol für Goldmedaillen mit stilisierten Olympischen Ringen | Graues Symbol für Silbermedaillen mit stilisierten Olympischen Ringen | Braundes Symbol für Bronzemedaillen mit stilisierten Olympischen Ringen |
| ------------------------------------------------------------------- | --------------------------------------------------------------------- | ----------------------------------------------------------------------- |
| —                                                                   | —                                                                     | —                                                                       |

Die thailändische Mannschaft nahm an den Olympischen Sommerspielen 1968 in Mexiko-Stadt mit einer Delegation von 48 Athleten an 18 Wettkämpfen in sechs Sportarten teil. Sie gewannen dabei keine Medaille.

## Teilnehmer nach Sportarten

### Boxen
Fliegengewicht
- Prapan Duangchaoom: schied im Achtelfinale gegen den Ungarn Tibor Badari mit 1:4 Punkten aus

Bantamgewicht
- Cherdchai Udompaichitkul (th.: เชิดชัย อุดมไพจิตรกุล): schied in der 32er-Runde gegen den Kubaner Fermín Espinosa mit 1:4 aus

Halbweltergewicht
- Niyom Prasertsom schied in der zweiten Runde gegen den Venezolaner Nelson Ruiz mit 2:3 aus

### Fußball
- Torhüter: Chow On Lam und Saravuth Pathipakornchai
- Feldspieler: Paisarn Bupasiri, Snong Chaiyong, Praderm Muangkasem, Boonlert Nilpirom, Kriengsak Nukulsompratana, Chatchai Paholpat, Suphot Panich, Chirawat Pimpawatin, Vichai Sanghamkichakul, Yongyouth Sangkagowit, Narong Sangkasuwan, Niwatana Sesawasdi, Udomsilp Sornbutnark, Narong Thongpleow, Paiboon Unyapo und Kriengsak Vimolsate[2]

| Bulgarien        | – | Thailand | 7:0 (1:0) |                                  |
| Guatemala        | – | Thailand | 4:1 (1:1) | Torschütze: Udomsilp Sornbutnark |
| Tschechoslowakei | – | Thailand | 8:0 (6:0) |                                  |

Die Mannschaft schied nach der Gruppenphase als Vierter der Gruppe D mit 0 Punkten und 1:19 Toren aus.

### Gewichtheben
- Chaiya Sukchinda
Bantamgewicht: 8. Platz

- Sanun Tiamsert
Federgewicht: 18. Platz

### Radsport

#### Bahn
Sprint
- Pakanit Boriharnvanakhet: Platz 9
- Kriengsak Varavudhi: Platz 9

1000 m Zeitfahren
- Pakanit Boriharnvanakhet: Platz 29 - 1:10,66 min

4000 m Einerverfolgung
- Pakanit Boriharnvanakhet: nicht in der Wertung

4000 m Mannschaftsverfolgung
- Pakanit Boriharnvanakhet, Somchai Chantarasamrit, Boontom Prasongquamdee und Chainarong Sophonpong: Platz 28

#### Straße
Straßenrennen (196,2 km)
- Somchai Chantarasamrit: Rennen nicht beendet
- Suriyong Hemint: Rennen nicht beendet
- Somkuan Seehapant: Rennen nicht beendet
- Chainarong Sophonpong: Rennen nicht beendet

### Schießen
Schnellfeuerpistole
- Rangsit Yanothai: Platz 36 - 576 Ringe
- Taweesak Kasiwat: Platz 37 - 575 Ringe

Freie Scheibenpistole
- Sutham Aswanit: Platz 44 - 533 Ringe
- Amorn Yuktanandana (อมร ยุกตะนันท์): Platz 64 - 511 Ringe

Kleinkaliber Dreistellungskampf
- Charumai Mahawat: Platz 58 - 1054 Ringe
- Vinich Chareonsiri: Platz 60 - 1.037 Ringe

Kleinkaliber liegend
- Udomsak Theinthong: Platz 57 - 586 Ringe
- Choomphol Chaiyanitr: Platz 75 - 580 Ringe

Trap
- Pavitr Kachasanee: Platz 40 - 183 Punkte
- Dipya Mongkollugsana: Platz 49 - 175 Punkte

Skeet
- Boonkua Lourvanij: Platz 49 - 150 Punkte

### Segeln
Finn
- Rachot Kanjanavanit: Platz 33

Drachen
- Hsiu-Hsiung Chen: Platz 23